# Menurida
Menurida je vývojově starobylý infrařád zpěvných ptáků, rozšířený v australské oblasti. Zahrnuje pouhé dvě čeledi, každou se dvěma druhy – lyrochvostovití (Menuridae) a křováčkovití (Atrichornithidae).

## Fylogeneze a taxonomie
Menurida jsou první vývojovou větví parakorvidů, endemickou pro Austrálii. Obě zahrnuté čeledi jsou sesterskou skupinou všech ostatních zpěvných ptáků.